# Il'jas Bekbulatov
Il'jas Idrisovič Bekbulatov (in russo Ильяс Идрисович Бекбулатов?; Kayakent, 12 agosto 1990) è un lottatore russo naturalizzato uzbeko, specializzato nella lotta libera.
È stato campione europeo per la Russia a Novi Sad 2017 e campione asiatico per l'Uzbekistan a Nuova Delhi 2020.

## Palmarès

### Per la Russia
- Europei

Tbilisi 2012: bronzo nei 66 kg
Novi Sad 2017: oro nei 66 kg
- Giochi europei

Baku 2015: bronzo nei 66 kg
- Europei junior

Kosice 2008: bronzo nei 50 kg
- Europei cadetti

Varsavia 2007: oro nei 45 kg

### Per l'Uzbekistan
- Campionati asiatici

Nuova Delhi 2020: oro nei 65 kg.